# Liste der Burgen und Schlösser in Solingen
Die Liste der Burgen und Schlösser in Solingen ist eine Aufstellung mittelalterlicher und frühneuzeitlicher Adelssitze, Burgen und Festungen auf dem heutigen Stadtgebiet Solingens. Nicht aufgeführt sind Zier- und Nachbauten, die nie als Wohngebäude oder zur Verteidigung genutzt wurden. 

## Burgen, Schlösser und Adelssitze
| Name                                     | Ort / Lage                               | Typ                                                                                         | Bemerkungen | Bild |
| ---------------------------------------- | ---------------------------------------- | ------------------------------------------------------------------------------------------- | --- | ---- |
| Schloss Burg                             | Burg an der Wupper, Schloßplatz Lage     | Regierungssitz, Residenz und Jagdschloss                                                    | Als historisierender Neubau unter Verwendung originaler Bausubstanz erhalten. Es war der Regierungssitz, Residenz und Jagdschloss der Grafen und Herzöge von Berg. |      |
| Schloss Caspersbroich                    | Ohligs, Caspersbroicher Weg Lage         | Mittelalterlicher Adelssitz                                                                 | Vollständig erhalten |      |
| Ringwallanlage Galapa                    | Burg an der Wupper, Solinger Straße Lage | Ringwallburg                                                                                | Vor- oder Frühgeschichtliche Ringwallburg, Reste von Erdwällen und Gräben, auf einem Bergsporn                                                                     |      |
| Ringwallanlage Heidenkeller              | Burg/Höhscheid, Glüder Lage              | Ringwallburg                                                                                | Vor- oder Frühgeschichtliche Ringwallburg auf einem Bergsporn über der Wupper, Reste von Erdwällen und Gräben                                                      |      |
| Ringwallanlage Wiesenkotten              | Burg an der Wupper, Wiesenkotten Lage    | Vor- oder frühgeschichtlicher Abschnittswall auf einem Bergsporn über der Wupper            | Reste von Erdwällen und Gräben |      |
| Haus Grünewald                           | Gräfrath, Grünewald Lage                 | Möglicherweise neuzeitliches Besitztum des Gräfrather Klosters                              | Vollständig erhalten, kein Nachweis historischer Bausubstanz vor dem 19. Jahrhundert                                                                               |      |
| Schloss Hackhausen                       | Ohligs, Hackhausen Lage                  | Wasserschloss der Familie Bodlenberg                                                        | 1887 teilweise abgebrannt, 1912 wieder aufgebaut |      |
| Burg Hohenscheid                         | Burg/Höhscheid, Hohenscheid Lage         | Burgähnliches Gebäude mit Wehrturm (Höhenburg über der Wupper), mittelalterlicher Adelssitz | Vollständig erhalten, kein Nachweis historischer Bausubstanz, nach Nutzung als Hotel, Asylbewerberheim nun im Besitz einer Glaubensgemeinschaft                    |      |
| Waldhof Hackhausen                       | Ohligs, Krüdersheide Lage                | Schlossähnlich                                                                              | 1910 von Eugen Berg in barockähnlichem Stil erbaut |      |
| Haus Schirpenbruch (auch Schirpenbroich) | Aufderhöhe, Schirpenbruch Lage           | Mittelalterlicher Adelssitz                                                                 | Gutshof, Bruchsteinmauerwerk und Wappenstein erhalten |      |

## Weitere Wehranlagen
| Name                           | Ort / Lage                                                                  | Typ           | Bemerkungen                                                                                                  | Bild |
| ------------------------------ | --------------------------------------------------------------------------- | ------------- | --- | ---- |
| Mittelalterliche Landwehrlinie | Hilden, Solingen-Ohligs, Langenfeld (Rheinland) und Leichlingen (Rheinland) | Landwehrlinie | Teilabschnitte nur noch aufgrund von Toponymen (wie z. B. Landwehr) und alten Beschreibungen nachvollziehbar |      |

- Karte mit allen Koordinaten:
- OSM |
- WikiMap